# Takigawa Kazumasu
Takigawa Kazumasu (滝川一益 (Lung Xuyên Nhất Ích) 1525–1586), còn gọi là Sakonshōgen (左近将監 (Tả Cận Tướng Giám)), là một gia thần của Oda Nobunaga, và sau đó là Toyotomi Hideyoshi, sống vào thời kì Chiến Quốc (Sengoku) trong lịch sử Nhật Bản. Con ruột của ông là Toshimasu được Maeda Toshihisa nhận nuôi và sau đó về dưới trướng Nobunaga cùng với Kazumasu và chú nuôi của Toshimasu là Maeda Toshiie.
Xuất thân từ tỉnh Ōmi, Takigawa được Nobunaga phong chức Kantō-kanrei (Quản lãnh Quan Đông); lấy một phần tỉnh Kozuke làm lãnh địa, nhiệm vụ của ông là trông chừng gia tộc Hojo hùng mạnh. Dưới trướng Nobunaga, ông tham dự nhiều trận đánh lớn, bao gồm trận Anegawa năm 1570, và chiến dịch tấn công các nhà sư chiến binh Ikkō-ikki tại Nagashima (1571-4).
Sau cái chết của Nobunaga năm 1582, Takigawa cùng nhiều gia thần nhà Oda ban đầu chống lại Toyotomi Hideyoshi nhưng bị đánh bại. Sau trận đại bại năm 1584, Takigawa gác kiếm và đi tu. Ông qua đời năm 1586.
Cờ hiệu của Takigawa là ba vòng tròn màu đỏ xếp thẳng đứng.